# Thecadactylus oskrobapreinorum
Espèce
Thecadactylus oskrobapreinorum est une espèce de geckos de la famille des Phyllodactylidae.

## Répartition
Cette espèce est endémique de l'île de Saint-Martin dans les Petites Antilles.

## Étymologie
Cette espèce est nommée en l'honneur de Maciej Oskroba et de Stephan Prein.

## Publication originale
- Köhler & Vesely, 2011 : A new species of Thecadactylus from Sint Maarten, Lesser Antilles (Reptilia, Squamata, Gekkonidae). ZooKeys, vol. 118, p. 97–107 (texte intégral).